# Église Saint-Vincent de La Chartre-sur-le-Loir
L'église Saint-Vincent est une église située à La Chartre-sur-le-Loir, dans le département français de la Sarthe.

## Historique
L'église a été entièrement reconstruite en 1830 par l'architecte Félix Delarue. Les vitraux de l'église, conçus par les ateliers Lobin, ont été installés en 1897.
L'église est inscrite au titre des monuments historiques le 8 octobre 2007.